# Championnat d'Écosse de football 1990-1991
Navigation
Édition précédente Édition suivante
La 94e édition du championnat d'Écosse de football est remportée par le Rangers Football Club. C’est son 41e titre de champion, son troisième consécutif. Les Rangers l’emportent avec 2 points d’avance sur le Aberdeen FC. Le Celtic FC complète le podium.
Un nouveau changement de formule est prévu pour la saison 91-92 : il repasse à 12 clubs. Pour ce faire aucun club n’est relégué au terme de la présente saison. Les 10 clubs seront rejoints par Falkirk FC et Airdrieonians.
Avec 18 buts marqués en 36 matchs,  Tommy Coyne du Celtic Football Club remporte pour la première fois le titre de meilleur buteur du championnat.

## Les clubs de l'édition 1990-1991
| \| Aberdeen FC Glasgow · Celtic - Rangers Dundee United Saint Mirren Édimbourg · Hibernian FC-Heart of Midlothian Motherwell FC Dunfermline Athletic Saint Johnstone \| Localisation des clubs engagés dans le championnat. |
| Aberdeen FC Glasgow · Celtic - Rangers Dundee United Saint Mirren Édimbourg · Hibernian FC-Heart of Midlothian Motherwell FC Dunfermline Athletic Saint Johnstone                                                           |

| Club                               | Ville       |
| ---------------------------------- | ----------- |
| Aberdeen Football Club             | Aberdeen    |
| Celtic Football Club               | Glasgow     |
| Dundee United Football Club        | Dundee      |
| Dunfermline Athletic Football Club | Dunfermline |
| Heart of Midlothian Football Club  | Édimbourg   |
| Hibernian Football Club            | Leith       |
| Motherwell Football Club           | Motherwell  |
| Rangers Football Club              | Glasgow     |
| Saint Johnstone Football Club      | Perth       |
| Saint Mirren Football Club         | Paisley     |

## Compétition

### Classement
Le classement est établi sur le barème de points classique (victoire à 2 points, match nul à 1, défaite à 0).
| Rang | Équipe               | Pts | J  | G  | N  | P  | Bp | Bc | Diff |
| ---- | -------------------- | --- | -- | -- | -- | -- | -- | -- | ---- |
| 1    | Rangers FC T         | 55  | 36 | 24 | 7  | 5  | 62 | 23 | +39  |
| 2    | Aberdeen FC          | 53  | 36 | 22 | 9  | 5  | 62 | 27 | +35  |
| 3    | Celtic FC            | 41  | 36 | 17 | 7  | 12 | 52 | 38 | +14  |
| 4    | Dundee United        | 41  | 36 | 17 | 7  | 12 | 41 | 29 | +12  |
| 5    | Heart of Midlothian  | 35  | 36 | 14 | 7  | 15 | 48 | 55 | -7   |
| 6    | Motherwell FC C      | 33  | 36 | 12 | 9  | 15 | 51 | 50 | +1   |
| 7    | Saint Johnstone      | 31  | 36 | 11 | 9  | 16 | 41 | 54 | -13  |
| 8    | Dunfermline Athletic | 27  | 36 | 8  | 11 | 17 | 38 | 61 | -23  |
| 9    | Hibernian FC         | 25  | 36 | 6  | 13 | 17 | 24 | 51 | -27  |
| 10   | Saint Mirren         | 19  | 36 | 5  | 9  | 22 | 28 | 59 | -31  |

| Légende : Qualifications et relégations | Légende : Qualifications et relégations                                        |
| --------------------------------------- | ------------------------------------------------------------------------------ |
|                                         | Coupe d'Europe des Clubs champions 1991-1992                                   |
|                                         | Coupe d'Europe des vainqueurs de coupe 1991-1992                               |
|                                         | Coupe UEFA 1991-1992                                                           |
|                                         | Relégation en deuxième division                                                |
|                                         | T : Tenant du titre C : Vainqueurs de la Coupe d'Écosse de football P : Promus |

## Bilan de la saison
| Tableau d'honneur                |               |
| Compétition                      | Vainqueur     |
| Championnat d'Écosse de football | Rangers FC    |
| Coupe d'Écosse de football       | Motherwell FC |

| Promotions et relégations |                          |
| Promus                    | Falkirk FC Airdrieonians |
| Relégués                  | Aucun                    |

## Statistiques

### Meilleur buteur
- Tommy Coyne, Celtic Football Club: 18 buts